# Лауреати Державної премії України в галузі науки і техніки (2007)
Державна премія України в галузі науки і техніки — лауреати 2007 року.
На підставі подання Комітету з Державних премій України в галузі науки і техніки Президент України Віктор Ющенко видав Указ № 1191/2007 від 10 грудня 2007 року «Про присудження Державних премій України в галузі науки і техніки 2007 року».
На 2007 рік розмір Державної премії України в галузі науки і техніки склав 125 000 гривень кожна.

## Лауреати Державної премії України в галузі науки і техніки 2007 року
| Премійована робота | Лауреати                           | Коротко про лауреата |
| --- | ---------------------------------- | --- |
| За цикл робіт «Фізичні основи, розробка, створення та використання в радіаційній фізиці потужних і надпотужних прискорювачів іонів і плазми»                                                                                       | Неклюдов Іван Матвійович           | академік Національної академії наук України, генеральний директор Національного наукового центр «Харківський фізико-технічний інститут» НАН України            |
| За цикл робіт «Фізичні основи, розробка, створення та використання в радіаційній фізиці потужних і надпотужних прискорювачів іонів і плазми»                                                                                       | Зеленський Віктор Федотович        | академік Національної академії наук України, головний науковий співробітник Національного наукового центр «Харківський фізико-технічний інститут» НАН України  |
| За цикл робіт «Фізичні основи, розробка, створення та використання в радіаційній фізиці потужних і надпотужних прискорювачів іонів і плазми»                                                                                       | Терешин Володимир Іванович         | доктор фізико-математичних наук, директор Інституту фізики плазми Національного наукового центр «Харківський фізико-технічний інститут» НАН України            |
| За цикл робіт «Фізичні основи, розробка, створення та використання в радіаційній фізиці потужних і надпотужних прискорювачів іонів і плазми»                                                                                       | Гаркуша Ігор Євгенійович           | доктор фізико-математичних наук, заступник директора Інституту фізики плазми Національного наукового центр «Харківський фізико-технічний інститут» НАН України |
| За цикл робіт «Фізичні основи, розробка, створення та використання в радіаційній фізиці потужних і надпотужних прискорювачів іонів і плазми»                                                                                       | Корнілов Євгеній Олександрович     | доктор фізико-математичних наук, начальник відділу Національного наукового центру «Харківський фізико-технічний інститут» НАН України                          |
| За цикл робіт «Фізичні основи, розробка, створення та використання в радіаційній фізиці потужних і надпотужних прискорювачів іонів і плазми»                                                                                       | Карась В'ячеслав Ігнатович         | доктор фізико-математичних наук, начальник лабораторії Національного наукового центру «Харківський фізико-технічний інститут» НАН України                      |
| За цикл робіт «Фізичні основи, розробка, створення та використання в радіаційній фізиці потужних і надпотужних прискорювачів іонів і плазми»                                                                                       | Соляков Дмитро Геннадійович        | кандидат фізико-математичних наук, старший науковий співробітник Національного наукового центр «Харківський фізико-технічний інститут» НАН України             |
| За цикл робіт «Фізичні основи, розробка, створення та використання в радіаційній фізиці потужних і надпотужних прискорювачів іонів і плазми»                                                                                       | Чеботарьов Володимир Володимирович | кандидат фізико-математичних наук, старший науковий співробітник Національного наукового центру «Харківський фізико-технічний інститут» НАН України            |
| За цикл робіт «Фізичні основи, розробка, створення та використання в радіаційній фізиці потужних і надпотужних прискорювачів іонів і плазми»                                                                                       | Гончаров Олексій Антонович         | доктор фізико-математичних наук, провідний науковий співробітник Інституту фізики НАН України                                                                  |
| За цикл робіт «Фізичні основи, розробка, створення та використання в радіаційній фізиці потужних і надпотужних прискорювачів іонів і плазми»                                                                                       | Солошенко Ігор Олександрович       | член-кореспондент Національної академії наук України (посмертно)                                                                                               |
| За розробку технології отримання церулоплазміну та дослідження його біологічних і фармакологічних властивостей | Чехун Василь Федорович             | академік Національної академії наук України, директор Інституту експериментальної патології, онкології і радіобіології імені Р. Є. Кавецького НАН України      |
| За розробку технології отримання церулоплазміну та дослідження його біологічних і фармакологічних властивостей | Шляховенко Володимир Олексійович   | доктор медичних наук, завідувач відділ Інститут експериментальної патології, онкології і радіобіології імені Р. Є. Кавецького НАН України                      |
| За розробку технології отримання церулоплазміну та дослідження його біологічних і фармакологічних властивостей | Бердинських Ніна Костянтинівна     | доктор медичних наук, провідний науковий співробітник Інститут експериментальної патології, онкології і радіобіології імені Р. Є. Кавецького НАН України       |
| За розробку технології отримання церулоплазміну та дослідження його біологічних і фармакологічних властивостей | Півнюк Валентина Михайлівна        | кандидат медичних наук, завідувач лабораторії Інституту експериментальної патології, онкології і радіобіології імені Р. Є. Кавецького НАН України              |
| За розробку технології отримання церулоплазміну та дослідження його біологічних і фармакологічних властивостей | Лялюшко Надія Максимівна           | кандидат біологічних наук, старший науковий співробітник Інституту експериментальної патології, онкології і радіобіології імені Р. Є. Кавецького НАН України   |
| За розробку технології отримання церулоплазміну та дослідження його біологічних і фармакологічних властивостей | Волощенко Юрій Васильович          | кандидат медичних наук |
| За розробку технології отримання церулоплазміну та дослідження його біологічних і фармакологічних властивостей | Курищук Костянтин Васильович       | голова правління закритого акціонерного товариства "Трудовий колектив Київського підприємства по виробництву бактерійних препаратів «Біофарма»                 |
| За розробку технології отримання церулоплазміну та дослідження його біологічних і фармакологічних властивостей | Діденко Наталія Юріївна            | заступник голови правління закритого акціонерного товариства "Трудовий колектив Київського підприємства по виробництву бактерійних препаратів «Біофарма»       |
| За розробку технології отримання церулоплазміну та дослідження його біологічних і фармакологічних властивостей | Рядська Лариса Семенівна           | радник голови правління закритого акціонерного товариства "Трудовий колектив Київського підприємства по виробництву бактерійних препаратів «Біофарма»          |
| За розробку технології отримання церулоплазміну та дослідження його біологічних і фармакологічних властивостей | Скринник Максим Михайлович         | технолог закритого акціонерного товариства «Трудовий колектив Київського підприємства по виробництву бактерійних препаратів „Біофарма“                         |
| За цикл наукових праць „Продуктивність, біорізноманіття та екологічна безпека екосистем Чорного моря й перспективних для України регіонів Світового океану“                                                                        | Полікарпов Геннадій Григорович     | академік Національної академії наук України, головний науковий співробітник Інституту біології південних морів імені О. О. Ковалевського НАН України           |
| За цикл наукових праць „Продуктивність, біорізноманіття та екологічна безпека екосистем Чорного моря й перспективних для України регіонів Світового океану“                                                                        | Монченко Владислав Іванович        | академік Національної академії наук України, головний науковий співробітник Інституту зоології імені І. І. Шмальгаузена НАН України                            |
| За цикл наукових праць „Продуктивність, біорізноманіття та екологічна безпека екосистем Чорного моря й перспективних для України регіонів Світового океану“                                                                        | Єгоров Віктор Миколайович          | член-кореспондент Національної академії наук України, завідувач відділ Інституту біології південних морів імені О. О. Ковалевського НАН України                |
| За цикл наукових праць „Продуктивність, біорізноманіття та екологічна безпека екосистем Чорного моря й перспективних для України регіонів Світового океану“                                                                        | Заїка Віктор Євгенович             | член-кореспондент Національної академії наук України, провідний науковий співробітник Інституту біології південних морів імені О. О. Ковалевського НАН України |
| За цикл наукових праць „Продуктивність, біорізноманіття та екологічна безпека екосистем Чорного моря й перспективних для України регіонів Світового океану“                                                                        | Шульман Георгій Євгенович          | член-кореспондент Національної академії наук України, завідувач відділ Інститут біології південних морів імені О. О. Ковалевського НАН України                 |
| За цикл наукових праць „Продуктивність, біорізноманіття та екологічна безпека екосистем Чорного моря й перспективних для України регіонів Світового океану“                                                                        | Гаєвська Альбіна Вітольдівна       | доктор біологічних наук, завідувач відділу Інституту біології південних морів імені О. О. Ковалевського НАН України                                            |
| За цикл наукових праць „Продуктивність, біорізноманіття та екологічна безпека екосистем Чорного моря й перспективних для України регіонів Світового океану“                                                                        | Миронов Олег Глібович              | доктор біологічних наук, завідувач відділу Інституту біології південних морів імені О. О. Ковалевського НАН України                                            |
| За цикл наукових праць „Продуктивність, біорізноманіття та екологічна безпека екосистем Чорного моря й перспективних для України регіонів Світового океану“                                                                        | Самишев Ернест Зайнуллінович       | доктор біологічних наук, завідувач відділу Інституту біології південних морів імені О. О. Ковалевського НАН України                                            |
| За цикл наукових праць „Продуктивність, біорізноманіття та екологічна безпека екосистем Чорного моря й перспективних для України регіонів Світового океану“                                                                        | Токарев Юрій Миколайович           | доктор біологічних наук, завідувач відділу Інституту біології південних морів імені О. О. Ковалевського НАН України                                            |
| За цикл наукових праць „Продуктивність, біорізноманіття та екологічна безпека екосистем Чорного моря й перспективних для України регіонів Світового океану“                                                                        | Фіненко Зосим Зосимович            | доктор біологічних наук, завідувач відділу Інституту біології південних морів імені О. О. Ковалевського НАН України                                            |
| За визначення механізмів радіоіндукованих онкогематологічних та онкологічних ефектів Чорнобильської катастрофи, розробку і впровадження новітніх технологій медичного захисту постраждалих                                         | Романенко Аліна Михайлівна         | член-кореспондент Національної академії наук України, завідувач лабораторії Інституту урології                                                                 |
| За визначення механізмів радіоіндукованих онкогематологічних та онкологічних ефектів Чорнобильської катастрофи, розробку і впровадження новітніх технологій медичного захисту постраждалих                                         | Тронько Микола Дмитрович           | член-кореспондент Національної академії наук України, директор Інституту ендокринології та обміну речовин імені В. П. Комісаренка                              |
| За визначення механізмів радіоіндукованих онкогематологічних та онкологічних ефектів Чорнобильської катастрофи, розробку і впровадження новітніх технологій медичного захисту постраждалих                                         | Бебешко Володимир Григорович       | доктор медичних наук, генеральний директор Наукового центру радіаційної медицини                                                                               |
| За визначення механізмів радіоіндукованих онкогематологічних та онкологічних ефектів Чорнобильської катастрофи, розробку і впровадження новітніх технологій медичного захисту постраждалих                                         | Базика Дмитро Анатолійович         | доктор медичних наук, перший заступник генерального директора Наукового центр радіаційної медицини                                                             |
| За визначення механізмів радіоіндукованих онкогематологічних та онкологічних ефектів Чорнобильської катастрофи, розробку і впровадження новітніх технологій медичного захисту постраждалих                                         | Бруслова Катерина Михайлівна       | доктор медичних наук, завідувач відділення Наукового центру радіаційної медицини                                                                               |
| За визначення механізмів радіоіндукованих онкогематологічних та онкологічних ефектів Чорнобильської катастрофи, розробку і впровадження новітніх технологій медичного захисту постраждалих                                         | Омельянець Микола Іванович         | доктор медичних наук, провідний науковий співробітник Наукового центр радіаційної медицини                                                                     |
| За визначення механізмів радіоіндукованих онкогематологічних та онкологічних ефектів Чорнобильської катастрофи, розробку і впровадження новітніх технологій медичного захисту постраждалих                                         | Богданова Тетяна Іванівна          | доктор біологічних наук, завідувач лабораторії Інститут ендокринології та обмін речовин імені В. П. Комісаренка                                                |
| За визначення механізмів радіоіндукованих онкогематологічних та онкологічних ефектів Чорнобильської катастрофи, розробку і впровадження новітніх технологій медичного захисту постраждалих                                         | Епштейн Овсій Володимирович        | доктор медичних наук (посмертно) |
| За цикл робіт „Наукові основи, розроблення та впровадження конкурентоздатних ресурсозберігаючих технологій волокнистих матеріалів та виробів“                                                                                      | Березненко Микола Петрович         | доктор технічних наук, професор Київського національного університету технологій та дизайну                                                                    |
| За цикл робіт „Наукові основи, розроблення та впровадження конкурентоздатних ресурсозберігаючих технологій волокнистих матеріалів та виробів“                                                                                      | Глубіш Петро Андрійович            | доктор технічних наук, професор Київського національного університету технологій та дизайну                                                                    |
| За цикл робіт „Наукові основи, розроблення та впровадження конкурентоздатних ресурсозберігаючих технологій волокнистих матеріалів та виробів“                                                                                      | Ірклей Валерій Михайлович          | доктор технічних наук, професор Київського національного університету технологій та дизайну                                                                    |
| За цикл робіт „Наукові основи, розроблення та впровадження конкурентоздатних ресурсозберігаючих технологій волокнистих матеріалів та виробів“                                                                                      | Романкевич Олег Володимирович      | доктор хімічних наук, завідувач кафедри Київського національного університету технологій та дизайну                                                            |
| За цикл робіт „Наукові основи, розроблення та впровадження конкурентоздатних ресурсозберігаючих технологій волокнистих матеріалів та виробів“                                                                                      | Цебренко Марія Василівна           | доктор хімічних наук, професор Київського національного університету технологій та дизайну                                                                     |
| За цикл робіт „Наукові основи, розроблення та впровадження конкурентоздатних ресурсозберігаючих технологій волокнистих матеріалів та виробів“                                                                                      | Омельченко Василь Дмитрович        | кандидат технічних наук, професор Київського національного університету технологій та дизайну                                                                  |
| За цикл робіт „Наукові основи, розроблення та впровадження конкурентоздатних ресурсозберігаючих технологій волокнистих матеріалів та виробів“                                                                                      | Клейнер Юрій Якович                | кандидат технічних наук, доцент Київського національного університету технологій та дизайну                                                                    |
| За цикл робіт „Наукові основи, розроблення та впровадження конкурентоздатних ресурсозберігаючих технологій волокнистих матеріалів та виробів“                                                                                      | Резанова Наталія Михайлівна        | кандидат технічних наук, старший науковий співробітник Київського національного університету технологій та дизайну                                             |
| За цикл робіт „Наукові основи, розроблення та впровадження конкурентоздатних ресурсозберігаючих технологій волокнистих матеріалів та виробів“                                                                                      | Кернер Сергій Мойсейович           | кандидат технічних наук, генеральний директор закритого акціонерного товариства „Возко“                                                                        |
| За цикл робіт „Наукові основи, розроблення та впровадження конкурентоздатних ресурсозберігаючих технологій волокнистих матеріалів та виробів“                                                                                      | Турчаненко Юрій Тимофійович        | пенсіонер |
| За цикл робіт „Зображення алгебраїчних структур і матричні задачі в лінійних та гільбертових просторах“ | Самойленко Юрій Стефанович         | член-кореспондент Національної академії наук України, завідувач відділу Інституту математики НАН України                                                       |
| За цикл робіт „Зображення алгебраїчних структур і матричні задачі в лінійних та гільбертових просторах“ | Дрозд Юрій Анатолійович            | доктор фізико-математичних наук, завідувач відділу Інституту математики НАМ України                                                                            |
| За цикл робіт „Зображення алгебраїчних структур і матричні задачі в лінійних та гільбертових просторах“ | Бондаренко Віталій Михайлович      | доктор фізико-математичних наук, провідний науковий співробітник Інституту математики НАН України                                                              |
| За цикл робіт „Зображення алгебраїчних структур і матричні задачі в лінійних та гільбертових просторах“ | Любашенко Володимир Васильович     | доктор фізико-математичних наук, провідний науковий співробітник Інституту математики НАН України                                                              |
| За цикл робіт „Зображення алгебраїчних структур і матричні задачі в лінійних та гільбертових просторах“ | Островський Василь Львович         | доктор фізико-математичних наук, провідний науковий співробітник Інституту математики НАН України                                                              |
| За цикл робіт „Зображення алгебраїчних структур і матричні задачі в лінійних та гільбертових просторах“ | Сергейчук Володимир Васильович     | доктор фізико-математичних наук, провідний науковий співробітник Інституту математики НАН України                                                              |
| За цикл робіт „Зображення алгебраїчних структур і матричні задачі в лінійних та гільбертових просторах“ | Кириченко Володимир Васильович     | доктор фізико-математичних наук, професор Київського національного університету імені Тараса Шевченка                                                          |
| За цикл робіт „Зображення алгебраїчних структур і матричні задачі в лінійних та гільбертових просторах“ | Ройтер Андрій Володимирович        | доктор фізико-математичних наук (посмертно) |
| За цикл наукових праць „Супрамолекулярні координаційні сполуки“ | Зайцев Володимир Миколайович       | доктор хімічних наук, завідувач кафедри Київського національного університет імені Тараса Шевченка                                                             |
| За цикл наукових праць „Супрамолекулярні координаційні сполуки“ | Фрицький Ігор Олегович             | доктор хімічних наук, завідувач кафедри Київського національного університет імені Тараса Шевченка                                                             |
| За цикл наукових праць „Супрамолекулярні координаційні сполуки“ | Домасевич Костянтин Валентинович   | доктор хімічних наук, провідний науковий співробітник Київського національного університет імені Тараса Шевченка                                               |
| За цикл наукових праць „Супрамолекулярні координаційні сполуки“ | Трохимчук Анатолій Костянтинович   | доктор хімічних наук, провідний науковий співробітник Київського національного університет імені Тараса Шевченка                                               |
| За цикл наукових праць „Супрамолекулярні координаційні сполуки“ | Павліщук Віталі Валентинович       | доктор хімічних наук, заступник директора Інституту фізичної хімії імені Л. В. Писаржевського НАН України                                                      |
| За цикл наукових праць „Супрамолекулярні координаційні сполуки“ | Холін Юрій Валентинович            | доктор хімічних наук, проректор Харківського національного університету імені В. Н. Каразіна                                                                   |
| За цикл наукових праць „Супрамолекулярні координаційні сполуки“ | Миськів Мар'ян Григорович          | доктор хімічних наук, професор Львівського національного університету імені Івана Франка                                                                       |
| За цикл наукових праць „Супрамолекулярні координаційні сполуки“ | Шульгін Віктор Федорович           | доктор хімічних наук, завідувач кафедри Таврійського національного університету імені В. І. Вернадського                                                       |
| За створення, освоєння виробництва та широке впровадження нових конкурентоспроможних на світовому ринку плавучих композитних споруд вітчизняної конструкції                                                                        | Романовський Георгій Федорович     | доктор технічних наук, ректор Національного університету кораблебудування імені адмірала Макарова                                                              |
| За створення, освоєння виробництва та широке впровадження нових конкурентоспроможних на світовому ринку плавучих композитних споруд вітчизняної конструкції                                                                        | Рашковський Олександр Саулович     | доктор технічних наук, завідувач кафедри Національного університету кораблебудування імені адмірала Макарова                                                   |
| За створення, освоєння виробництва та широке впровадження нових конкурентоспроможних на світовому ринку плавучих композитних споруд вітчизняної конструкції                                                                        | Барашиков Арнольд Якович           | доктор технічних наук, завідувач кафедри Київського національного університету будівництва і архітектури                                                       |
| За створення, освоєння виробництва та широке впровадження нових конкурентоспроможних на світовому ринку плавучих композитних споруд вітчизняної конструкції                                                                        | Слуцький Микола Георгійович        | кандидат технічних наук, директор Херсонського державного заводу „Палада“                                                                                      |
| За створення, освоєння виробництва та широке впровадження нових конкурентоспроможних на світовому ринку плавучих композитних споруд вітчизняної конструкції                                                                        | Єрмаков Дмитро Владиславович       | заступник директора Херсонського державного заводу „Палада“ |
| За створення, освоєння виробництва та широке впровадження нових конкурентоспроможних на світовому ринку плавучих композитних споруд вітчизняної конструкції                                                                        | Кривошеїн Вілен Семенович          | помічник директора Херсонського державного заводу „Палада“ |
| За створення, освоєння виробництва та широке впровадження нових конкурентоспроможних на світовому ринку плавучих композитних споруд вітчизняної конструкції                                                                        | Токар Олександр Григорович         | директор Центрального конструкторського бюро „Ізумруд“ |
| За створення, освоєння виробництва та широке впровадження нових конкурентоспроможних на світовому ринку плавучих композитних споруд вітчизняної конструкції                                                                        | Коннов Володимир Миколайович       | головний конструктор Центрального конструкторського бюро „Ізумруд“                                                                                             |
| За створення, освоєння виробництва та широке впровадження нових конкурентоспроможних на світовому ринку плавучих композитних споруд вітчизняної конструкції                                                                        | Євдощук Дмитро Віталійович         | генеральний директор товариства з обмеженою відповідальністю „Н інноваційні технології“                                                                        |
| За створення, освоєння виробництва та широке впровадження нових конкурентоспроможних на світовому ринку плавучих композитних споруд вітчизняної конструкції                                                                        | Тодорашко Георгій Тимофійович      | начальник відділу товариства з обмеженою відповідальністю „Нові інноваційні технології“                                                                        |
| За розробку і впровадження високоефективних технологій отримання напівпровідникових кристалічних матеріалів групи AII BVI та виробів на їх основі для приладобудування                                                             | Толмачов Олександр Володимирович   | член-кореспондент Національної академії наук України, заступник директора Інституту монокристалів НАН України                                                  |
| За розробку і впровадження високоефективних технологій отримання напівпровідникових кристалічних матеріалів групи AII BVI та виробів на їх основі для приладобудування                                                             | Космина Мирон Богданович           | кандидат технічних наук, заступник директора Інституту монокристалів НАН України                                                                               |
| За розробку і впровадження високоефективних технологій отримання напівпровідникових кристалічних матеріалів групи AII BVI та виробів на їх основі для приладобудування                                                             | Комар Віталій Корнійович           | доктор технічних наук, завідувач відділу Інституту монокристалів НАН України                                                                                   |
| За розробку і впровадження високоефективних технологій отримання напівпровідникових кристалічних матеріалів групи AII BVI та виробів на їх основі для приладобудування                                                             | Загоруйко Юрій Анатолійович        | доктор технічних наук, провідний науковий співробітник Інституту монокристалів НАН України                                                                     |
| За розробку і впровадження високоефективних технологій отримання напівпровідникових кристалічних матеріалів групи AII BVI та виробів на їх основі для приладобудування                                                             | Томашик Василь Миколайович         | доктор хімічних наук, вчений секретар Інституту фізики напівпровідників імені В. Є. Лашкарьова НАН України                                                     |
| За розробку і впровадження високоефективних технологій отримання напівпровідникових кристалічних матеріалів групи AII BVI та виробів на їх основі для приладобудування                                                             | Старжинський Микола Григорович     | доктор технічних наук, провідний науковий співробітник Інституту сцинтиляційних матеріалів НАН України                                                         |
| За розробку і впровадження високоефективних технологій отримання напівпровідникових кристалічних матеріалів групи AII BVI та виробів на їх основі для приладобудування                                                             | Галкін Сергій Миколайович          | кандидат технічних наук, виконувач обов'язків завідувача відділу Інституту сцинтиляційних матеріалів НАН України                                               |
| За розробку і впровадження високоефективних технологій отримання напівпровідникових кристалічних матеріалів групи AII BVI та виробів на їх основі для приладобудування                                                             | Гальчинецький Леонід Павлович      | кандидат фізико-математичних наук, провідний науковий співробітник Інституту сцинтиляційних матеріалів НАН України                                             |
| За розробку і впровадження високоефективних технологій отримання напівпровідникових кристалічних матеріалів групи AII BVI та виробів на їх основі для приладобудування                                                             | Сілін Віталій Іванович             | провідний інженер Інституту сцинтиляційних матеріалів НАН України                                                                                              |
| За розробку і впровадження високоефективних технологій отримання напівпровідникових кристалічних матеріалів групи AII BVI та виробів на їх основі для приладобудування                                                             | Мельничук Степан Васильович        | доктор фізико-математичних наук, ректор Чернівецького національного університету імені Юрія Федьковича                                                         |
| За розробку наукових засад та створення комплексу енерго- і ресурсозберігаючих технологій та обладнання для одержання залізорудної сировини, що забезпечує високу ефективність виробництва металів                                 | Бондаренко Борис Іванович          | академік Національної академії наук України, директор Інституту газу НАН України                                                                               |
| За розробку наукових засад та створення комплексу енерго- і ресурсозберігаючих технологій та обладнання для одержання залізорудної сировини, що забезпечує високу ефективність виробництва металів                                 | Іващенко Валерій Петрович          | доктор технічних наук, перший проректор Національної металургійної академії України                                                                            |
| За розробку наукових засад та створення комплексу енерго- і ресурсозберігаючих технологій та обладнання для одержання залізорудної сировини, що забезпечує високу ефективність виробництва металів                                 | Учитель Олександр Давидович        | доктор технічних наук, проректор Національної металургійної академії України                                                                                   |
| За розробку наукових засад та створення комплексу енерго- і ресурсозберігаючих технологій та обладнання для одержання залізорудної сировини, що забезпечує високу ефективність виробництва металів                                 | Ванюкова Наталія Дмитрівна         | доктор технічних наук, професор Національної металургійної академії України                                                                                    |
| За розробку наукових засад та створення комплексу енерго- і ресурсозберігаючих технологій та обладнання для одержання залізорудної сировини, що забезпечує високу ефективність виробництва металів                                 | Троянський Олександр Анатолійович  | кандидат технічних наук, перший проректор Донецького національного технічного університету                                                                     |
| За розробку наукових засад та створення комплексу енерго- і ресурсозберігаючих технологій та обладнання для одержання залізорудної сировини, що забезпечує високу ефективність виробництва металів                                 | Мовчан Володимир Петрович          | доктор технічних наук, голова спостережної ради Державної акціонерної холдингової компанії „Чорноморський суднобудівний завод“                                 |
| За розробку наукових засад та створення комплексу енерго- і ресурсозберігаючих технологій та обладнання для одержання залізорудної сировини, що забезпечує високу ефективність виробництва металів                                 | Вулих Анатолій Юрійович            | кандидат технічних наук, голова правління відкритого акціонерного товариства „Дніпропетровський металургійний завод імені Комінтерну“                          |
| За розробку наукових засад та створення комплексу енерго- і ресурсозберігаючих технологій та обладнання для одержання залізорудної сировини, що забезпечує високу ефективність виробництва металів                                 | Крикунов Борис Петрович            | кандидат технічних наук, головний інженер філії „Металургійний комплекс“ закритого акціонерного товариства „Донецьксталь“ — металургійний завод»               |
| За розробку наукових засад та створення комплексу енерго- і ресурсозберігаючих технологій та обладнання для одержання залізорудної сировини, що забезпечує високу ефективність виробництва металів                                 | Ковригін Сергій Олександрович      | керівник інвестиційних програм відкритого акціонерного товариства «Томаківський завод керамзитового гравію»                                                    |
| За розробку наукових засад та створення комплексу енерго- і ресурсозберігаючих технологій та обладнання для одержання залізорудної сировини, що забезпечує високу ефективність виробництва металів                                 | Шурхал Володимир Якимович          | доктор технічних наук, пенсіонер |
| За цикл наукових праць «Оцінка та шляхи оптимізації стану геологічного середовища Криворізького залізорудного басейну в умовах реструктуризації гірничодобувної галузі»                                                            | Багрій Ігор Дмитрович              | кандидат геологічних наук, завідувач відділу Інституту геологічних наук НАН України                                                                            |
| За цикл наукових праць «Оцінка та шляхи оптимізації стану геологічного середовища Криворізького залізорудного басейну в умовах реструктуризації гірничодобувної галузі»                                                            | Палій Володимир Михайлович         | кандидат геолого-мінералогічних наук, провідний науковий співробітник Інституту геологічних наук НАН України                                                   |
| За цикл наукових праць «Оцінка та шляхи оптимізації стану геологічного середовища Криворізького залізорудного басейну в умовах реструктуризації гірничодобувної галузі»                                                            | Аксьом Сергій Дмитрович            | кандидат географічних наук, старший науковий співробітник Інституту геологічних наук НАН України                                                               |
| За цикл наукових праць «Оцінка та шляхи оптимізації стану геологічного середовища Криворізького залізорудного басейну в умовах реструктуризації гірничодобувної галузі»                                                            | Знаменська Тамара Олексіївна       | кандидат геолого-мінералогічних наук, старший науковий співробітник Інституту геологічних наук НАН України                                                     |
| За цикл наукових праць «Оцінка та шляхи оптимізації стану геологічного середовища Криворізького залізорудного басейну в умовах реструктуризації гірничодобувної галузі»                                                            | Кожемякін Валерій Павлович         | молодший науковий співробітник Інституту геологічних наук НАН України                                                                                          |
| За цикл наукових праць «Оцінка та шляхи оптимізації стану геологічного середовища Криворізького залізорудного басейну в умовах реструктуризації гірничодобувної галузі»                                                            | Щуліпенко Тетяна Федорівна         | молодший науковий співробітник Інституту геологічних наук НАН України                                                                                          |
| За цикл наукових праць «Оцінка та шляхи оптимізації стану геологічного середовища Криворізького залізорудного басейну в умовах реструктуризації гірничодобувної галузі»                                                            | Почтаренко Віктор Іванович         | старший науковий співробітник науково-інженерного центру радіогідрогеоекологічних полігонних досліджень при Президії НАН України                               |
| За цикл наукових праць «Оцінка та шляхи оптимізації стану геологічного середовища Криворізького залізорудного басейну в умовах реструктуризації гірничодобувної галузі»                                                            | Білокопитова Ніна Андріївна        | кандидат геолого-мінералогічних наук, провідний науковий співробітник Дніпропетровського відділення Українського державного геологорозвідувального інституту   |
| За цикл наукових праць «Оцінка та шляхи оптимізації стану геологічного середовища Криворізького залізорудного басейну в умовах реструктуризації гірничодобувної галузі»                                                            | Просенко Світлана Олегівна         | старший науковий співробітник Дніпропетровського відділення Українського державного геологорозвідувального інституту                                           |
| За цикл наукових праць «Оцінка та шляхи оптимізації стану геологічного середовища Криворізького залізорудного басейну в умовах реструктуризації гірничодобувної галузі»                                                            | Кузьменко Олександр Борисович      | головний геолог гірничо-збагачувального комплексу відкритого акціонерного товариства «АрселорМіттал Кривий Ріг»                                                |
| За створення і впровадження комплексу вітчизняних технологій, технічних засобів, бурових інструментів та новітніх матеріалів для підвищення ефективності бурових робіт, спрямованих на збільшення видобутку нафти і газу в Україні | Майстренко Анатолій Львович        | член-кореспондент Національної академії наук України, завідувач відділу Інституту надтвердих матеріалів імені В. М. Бакуля НАН України                         |
| За створення і впровадження комплексу вітчизняних технологій, технічних засобів, бурових інструментів та новітніх матеріалів для підвищення ефективності бурових робіт, спрямованих на збільшення видобутку нафти і газу в Україні | Бондаренко Микола Олександрович    | кандидат технічних наук, завідувач центру Інституту надтвердих матеріалів імені В. М. Бакуля НАН України                                                       |
| За створення і впровадження комплексу вітчизняних технологій, технічних засобів, бурових інструментів та новітніх матеріалів для підвищення ефективності бурових робіт, спрямованих на збільшення видобутку нафти і газу в Україні | Гаргін Владислав Герасимович       | кандидат технічних наук, старший науковий співробітник Інститут надтвердих матеріалів імені В. М. Бакуля НАН України                                           |
| За створення і впровадження комплексу вітчизняних технологій, технічних засобів, бурових інструментів та новітніх матеріалів для підвищення ефективності бурових робіт, спрямованих на збільшення видобутку нафти і газу в Україні | Векерик Василь Іванович            | доктор технічних наук, завідувач кафедри Івано-Франківського національного технічного університету нафти і газу                                                |
| За створення і впровадження комплексу вітчизняних технологій, технічних засобів, бурових інструментів та новітніх матеріалів для підвищення ефективності бурових робіт, спрямованих на збільшення видобутку нафти і газу в Україні | Яремійчук Роман Семенович          | доктор технічних наук, завідувач кафедри Івано-Франківського національного технічного університет нафти і газу                                                 |
| За створення і впровадження комплексу вітчизняних технологій, технічних засобів, бурових інструментів та новітніх матеріалів для підвищення ефективності бурових робіт, спрямованих на збільшення видобутку нафти і газу в Україні | Драганчук Оксана Теодорівна        | доктор технічних наук, начальник управління Національної акціонерної компанії «Нафтогаз України»                                                               |
| За створення і впровадження комплексу вітчизняних технологій, технічних засобів, бурових інструментів та новітніх матеріалів для підвищення ефективності бурових робіт, спрямованих на збільшення видобутку нафти і газу в Україні | Яворський Михайло Миколайович      | кандидат технічних наук, головний інженер дочірньої компанії «Укргазвидобування» Національної акціонерної компанії «Нафтогаз України»                          |
| За створення і впровадження комплексу вітчизняних технологій, технічних засобів, бурових інструментів та новітніх матеріалів для підвищення ефективності бурових робіт, спрямованих на збільшення видобутку нафти і газу в Україні | Кунцяк Ярослав Васильович          | кандидат технічних наук, генеральний директор закритого акціонерного товариства «Науково-дослідне і конструкторське бюро бурового інструменту»                 |
| За створення і впровадження комплексу вітчизняних технологій, технічних засобів, бурових інструментів та новітніх матеріалів для підвищення ефективності бурових робіт, спрямованих на збільшення видобутку нафти і газу в Україні | Дубленич Юрій Васильович           | кандидат технічних наук, директор закритого акціонерного товариства «Науково-дослідне і конструкторське бюро бурового інструменту»                             |
| За створення і впровадження комплексу вітчизняних технологій, технічних засобів, бурових інструментів та новітніх матеріалів для підвищення ефективності бурових робіт, спрямованих на збільшення видобутку нафти і газу в Україні | Гаврилов Ярослав Сергійович        | кандидат технічних наук, директор закритого акціонерного товариства «Науково-дослідне і конструкторське бюро бурового інструменту»                             |
| За розробку та впровадження в серійне виробництво вітчизняної високовольтної кабельно-провідникової продукції на напругу до 110 кВ, що забезпечує підвищення надійності та безпеки систем електропостачання                        | Жаркін Андрій Федорович            | доктор технічних наук, заступник директора Інституту електродинаміки НАН України                                                                               |
| За розробку та впровадження в серійне виробництво вітчизняної високовольтної кабельно-провідникової продукції на напругу до 110 кВ, що забезпечує підвищення надійності та безпеки систем електропостачання                        | Подольцев Олександр Дмитрович      | доктор технічних наук, провідний науковий співробітник Інституту електродинаміки НАН України                                                                   |
| За розробку та впровадження в серійне виробництво вітчизняної високовольтної кабельно-провідникової продукції на напругу до 110 кВ, що забезпечує підвищення надійності та безпеки систем електропостачання                        | Кучерява Ірина Миколаївна          | кандидат технічних наук, старший науковий співробітник Інституту електродинаміки НАН України                                                                   |
| За розробку та впровадження в серійне виробництво вітчизняної високовольтної кабельно-провідникової продукції на напругу до 110 кВ, що забезпечує підвищення надійності та безпеки систем електропостачання                        | Золотарьов Володимир Михайлович    | кандидат технічних наук, генеральний директор закритого акціонерного товариства "Завод «Південкабель»                                                          |
| За розробку та впровадження в серійне виробництво вітчизняної високовольтної кабельно-провідникової продукції на напругу до 110 кВ, що забезпечує підвищення надійності та безпеки систем електропостачання                        | Карпушенко Василь Петрович         | кандидат економічних наук, головний інженер закритого акціонерного товариства "Завод «Південкабель»                                                            |
| За розробку та впровадження в серійне виробництво вітчизняної високовольтної кабельно-провідникової продукції на напругу до 110 кВ, що забезпечує підвищення надійності та безпеки систем електропостачання                        | Антонець Юрій Панасович            | кандидат технічних наук, головний спеціаліст закритого акціонерного товариства "Завод «Південкабель»                                                           |
| За розробку та впровадження в серійне виробництво вітчизняної високовольтної кабельно-провідникової продукції на напругу до 110 кВ, що забезпечує підвищення надійності та безпеки систем електропостачання                        | Василець Людмила Григорівна        | кандидат технічних наук, головний спеціаліст закритого акціонерного товариства "Завод «Південкабель»                                                           |
| За розробку та впровадження в серійне виробництво вітчизняної високовольтної кабельно-провідникової продукції на напругу до 110 кВ, що забезпечує підвищення надійності та безпеки систем електропостачання                        | Кривенко Олександр Федорович       | провідний спеціаліст закритого акціонерного товариства "Завод «Південкабель»                                                                                   |
| За розробку та впровадження в серійне виробництво вітчизняної високовольтної кабельно-провідникової продукції на напругу до 110 кВ, що забезпечує підвищення надійності та безпеки систем електропостачання                        | Гримуд Григорій Іванович           | кандидат технічних наук, перший заступник директора державного підприємства "Національна енергетична компанія «Укренерго»                                      |
| За цикл наукових праць «Інформаційна технологія та технічні засоби безконтактної діагностики в медицині, біології і техніці» | Войтович Ігор Данилович            | член-кореспондент Національної академії наук України, завідувач відділу Інституту кібернетики імені В. М. Глушкова НАН України                                 |
| За цикл наукових праць «Інформаційна технологія та технічні засоби безконтактної діагностики в медицині, біології і техніці» | Прімін Михайло Андрійович          | доктор технічних наук, провідний науковий співробітник Інституту кібернетики імені В. М. Глушкова НАН України                                                  |
| За цикл наукових праць «Інформаційна технологія та технічні засоби безконтактної діагностики в медицині, біології і техніці» | Сосницький Володимир Миколайович   | кандидат технічних наук, провідний науковий співробітник Інституту кібернетики імені В. М. Глушкова НАН України                                                |
| За цикл наукових праць «Інформаційна технологія та технічні засоби безконтактної діагностики в медицині, біології і техніці» | Мінов Юрій Дмитрович               | кандидат технічних наук, старший науковий співробітник Інституту кібернетики імені В. М. Глушкова НАН України                                                  |
| За цикл наукових праць «Інформаційна технологія та технічні засоби безконтактної діагностики в медицині, біології і техніці» | Сутковий Павло Гнатович            | кандидат технічних наук, старший науковий співробітник Інституту кібернетики імені В. М. Глушкова НАН України                                                  |
| За цикл наукових праць «Інформаційна технологія та технічні засоби безконтактної діагностики в медицині, біології і техніці» | Недайвода Ігор Володимирович       | науковий співробітник Інституту кібернетики імені В. М. Глушкова НАН України                                                                                   |
| За цикл наукових праць «Інформаційна технологія та технічні засоби безконтактної діагностики в медицині, біології і техніці» | Пархоменко Олександр Миколайович   | доктор медичних наук, завідувач відділу Національного наукового центру «Інститут кардіології імені академіка М. Д. Стражеска»                                  |
| За цикл наукових праць «Інформаційна технологія та технічні засоби безконтактної діагностики в медицині, біології і техніці» | Козловський Віктор Іванович        | кандидат медичних наук, старший науковий співробітник Національного наукового центру «Інститут кардіології імені академіка М. Д. Стражеска»                    |
| За цикл наукових праць «Інформаційна технологія та технічні засоби безконтактної діагностики в медицині, біології і техніці» | Лубянова Інна Парфирівна           | кандидат медичних наук, провідний науковий співробітник Інституту медицини праці                                                                               |
| За цикл наукових праць «Інформаційна технологія та технічні засоби безконтактної діагностики в медицині, біології і техніці» | Стаднюк Леонід Антонович           | доктор медичних наук, завідувач кафедри Національної медичної академії післядипломної освіти імені П. Л. Шупіка                                                |
| За підручник «Медична біологія». — Вінниця: НОВА КНИГА, 2004. — 656с.: іл.: | Пішак Василь Павлович              | доктор медичних наук, ректор Буковинського державного медичного університету                                                                                   |
| За підручник «Медична біологія». — Вінниця: НОВА КНИГА, 2004. — 656с.: іл.: | Бажора Юрій Іванович               | доктор медичних наук, проректор Одеського державного медичного університету                                                                                    |
| За підручник «Медична біологія». — Вінниця: НОВА КНИГА, 2004. — 656с.: іл.: | Воробець Зіновій Дмитрович         | доктор біологічних наук, завідувач кафедри Львівського національного медичного університету імені Данила Галицького                                            |
| За підручник «Медична біологія». — Вінниця: НОВА КНИГА, 2004. — 656с.: іл.: | Жегунов Геннадій Федорович         | доктор біологічних наук, завідувач кафедри Харківської державної зооветеринарної академії                                                                      |
| За підручник «Медична біологія». — Вінниця: НОВА КНИГА, 2004. — 656с.: іл.: | Піскун Раїса Петрівна              | доктор біологічних наук, завідувач кафедри Вінницького національного медичного університету імені М. І. Пирогова                                               |
| За підручник «Медична біологія». — Вінниця: НОВА КНИГА, 2004. — 656с.: іл.: | Романенко Олександр Вікторович     | доктор біологічних наук, завідувач кафедри Національного медичного університету імені О. О. Богомольця                                                         |
| За підручник «Медична біологія». — Вінниця: НОВА КНИГА, 2004. — 656с.: іл.: | Костильов Олександр Васильович     | кандидат біологічних наук, доцент Національного медичного університету імені О. О. Богомольця                                                                  |
| За підручник «Медична біологія». — Вінниця: НОВА КНИГА, 2004. — 656с.: іл.: | Брагін Шаміль Борисович            | кандидат медичних наук, завідувач кафедри Донецького державного медичного університету імені М. Горького                                                       |